# Coffeyville
Coffeyville är en stad (city) i Montgomery County, i delstaten Kansas, USA. Enligt United States Census Bureau har staden en folkmängd på 10 137 invånare (2011) och en landarea på 19,2 km².

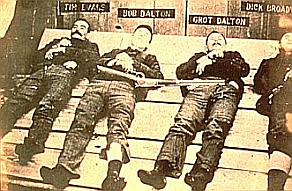
Bröderna Dalton.

Coffeyville var på 1800-talet en viktig stad för handel mellan nybyggare i Kansas och indianer i Oklahoma (som på denna tid var indianterritorium). Staden växte kraftigt då järnvägen kom dit. Den mest kända händelsen här var då bröderna Dalton försökte råna två banker men alla, utom Emmett Dalton, blev dödade.